# 라시드 앗딘 시난

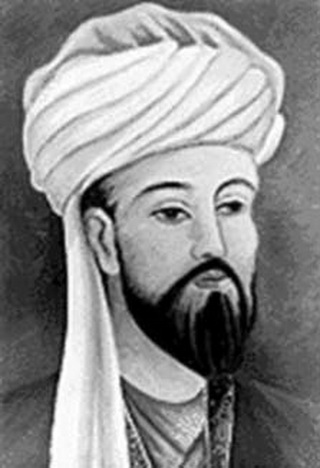

라시드 앗딘 시난(아랍어: رشيد الدين سنان, 1132년? 1135년? ~ 1192년)은 레반트 일대 이스마일파의 지도자이자 시리아 암살교단의 그랜드 마스터이다. 제3차 십자군 역사에도 영향을 끼친 요주의 인물로, 소위 산중장로(아랍어: شيخ الجبل 샤이크 알 자발[*], 라틴어: Vetulus de Montanis 베툴루스 데 몬타니스[*], 영어: Wise Old Man of the Mountain)라는 별명으로도 불린다.